# レクタフレックス
レクタフレックス（Rectaflex ）は
- 1947年から1953年までイタリアに存在したカメラメーカー"Rectaflex S.p.A."。
- 上記カメラメーカーが生産した一眼レフカメラ"Rectaflex"シリーズ。

である。
イタリアのレクタフレックス社は1953年で倒産したが、商標権利者はリヒテンシュタインの皇太子から支援を受けて1956年にリヒテンシュタインで後継機を製造した。

## 製品一覧

### 一眼レフカメラ
設計者はテレマコ・コルシ（Telemaco Corsi ）。ペンタプリズムを搭載する一眼レフカメラとしてツァイス・イコンのコンタックスSと並んで最初期の製品である。"Recta"とはラテン語またはイタリア語で「正しい」の意。シャッターはフォーカルプレーン式。レンズは独自のレクタフレックスマウントにより交換可能。大きく分けてシャッター最高速1/1000秒の"1000"、シャッター最高速1/1300秒になった"1300"、簡略化されてシャッター最高速1/500秒になった"ジュニア"、リヒテンシュタインにメーカーが移転してからの"レクタフレックス・リヒテンシュタイン"に分類される。詳細に分類するにはボディーナンバーによる分類も広く行われており、"シリーズ-"と呼称する。

#### レクタフレックス1000
最初の木製モックアップではプリズムでなくミラーが使用されており横位置では左右逆像、縦位置では上下逆像となる。
- MOD.947 - プロトタイプ。
- スタンダード947（1948年発売）
- シリーズ1000 - シリアルナンバー1000から1999。
- シリーズ2000（1949年発売） - シリアルナンバー2000から2999。スクリーンにスプリットイメージを装備した。
- シリーズ3000 - ボディーダイキャストが変更された。シリアルナンバー3000から3999。
- シリーズ4000 - フィルムカッターを省略、A/Rレバーが変更された。シリアルナンバー4000から5500。
- シリーズ16000 - シリアルナンバー16000から19000。巻き戻しノブにフィルムインジケーターを装備した。
- シリーズ20000（1951年発売） - シリアルナンバー20000から23000。シャッターが改良された。

#### レクタフレックス1300
- シリーズ25000 - シャッタースピード最高速が1/1300秒になった。ゴールド、ローター、軍用、24×32mm判モデル等特殊モデルが存在する。
  - レクタフレックスゴールド - 金メッキされ革部分はリザード革で製作された高級仕上げ。原型はシリーズ25000。
  - レクタフレックスローター - ズームレンズが発達する以前にムービーカメラにヒントを得、レンズターレットに3本のレンズを装着して瞬時に交換できる。原型はシリーズ25000だが後にローター仕様に改造された他シリーズの個体もある。
- シリーズ30000

#### レクタフレックスジュニア
- ジュニア（Junior ） - シリーズ16000の頃にシャッタースピード1/1000秒とスローシャッターを省略し製造された簡易型。

#### レクタフレックス・リヒテンシュタイン
リヒテンシュタインで製造された。テレマコ・コルシは関わっていない。ペンタプリズムのデザインは変更され、リヒテンシュタインの紋章が入っている。自動絞り。
- シリーズ40000（1956年発売）

#### レクタフレックスマウントレンズ
純正のM42アダプターがあり、それを介すればM42マウントレンズが使用できる。
- タイプR11（Type R11 ）28mmF3.5 - アンジェニュー製[1]。
- タイプR1（Type R1 ）35mmF2.5 - アンジェニュー製。
- マクロキラーD（Makro-Kilar-D ）4cmF3.5 - キルフィット製。
- レクタフレックスノクトン50mmF1.5 - 硝材8種を使って一眼レフカメラのミラー動作スペースを取るためにバックフォーカスを長く取った6群8枚、U.S.P.2662447[2]。フォクトレンダー製。
- タイプS1（Type S1 ）50mmF1.8 - アンジェニュー製[3]。
- クセノン50mmF1.9 - 自動絞り、連動露出計に対応。シュナイダー・クロイツナッハ製。
- エター（Etar ）50mmF2 - オフィチーネ・ガリレオ製。
- クセノン50mmF2 - シュナイダー・クロイツナッハ製[1]。
- タイプZ2（Type Z2 ）50mmF2.9 - アンジェニュー製[1]。
- ベータ（Beta ）5cmF3.5 - フィロテクニカ・サルモイラギ・ミラノ（Filotecnica Salmoiraghi-Milano ）製。
- ビオター75mmF1.5 - カール・ツァイス・イエナ製。
- タイプP190mmF1.8 - アンジェニュー製[1]。
- タイプY2135mmF3.5 - アンジェニュー製[1]。
- ダラック（Dalrac ）135mmF4.5 - ダルメヤー製。
- タイプ不明600mm - アンジェニュー製[1]。

### その他のカメラ
- ディレクトール35（Director35 ） - 24×34mm判。レンズはアンジェニューの50mmF2.8。
- レクタ（Recta 、1953年試作） - レクタフレックスをベースに計画されたレンジファインダーカメラの試作品。テレマコ・コルシ設計。レンズはイスコ（Isco ）のウェスターC（Westar C ）5cmF3.5。
- レクタマチック（Rectamatic ） - テレマコ・コルシがレクタフレックスの後継機として1960年代始めにデザインした一眼レフカメラ。